# Juste pour rire
Juste pour rire (international besser bekannt als Just for laughs) ist der Name des internationalen Comedyfestivals von Montreal/Kanada, das jedes Jahr im Juli stattfindet. Es begann im Jahre 1983 gegründet von Gilbert Rozon mit 16 Teilnehmern als rein frankophone Plattform für lokale Comedians, ist jedoch inzwischen mit über 2000 Mitwirkenden aus aller Welt und über 20 Veranstaltungsorten in Montréal zum größten Festival seiner Art angewachsen. Die Darbietungen der Künstler umfassen alle Bereiche der Comedy, aber auch Straßenkünste sowie Improvisationstheater sind inzwischen feste Bestandteile des Festivals. Im Rahmen des Festivals wurde von 2003 bis 2007 der World Stupidity Award vergeben.
Für viele mittlerweile erfolgreiche Comedians markierte „Juste pour rire“ den Startschuss ihrer Karriere. So trat beispielsweise Rowan Atkinson, später als Mr. Bean international erfolgreich, schon 1987 hier auf. Aus Deutschland waren 1995 das Team von RTL Samstag Nacht und 2010 Michael Mittermeier zu Gast.